# Крушевац (Пећ)
Крушевац (алб. Kryshec) је насељено место у општини Пећ, на Косову и Метохији. Према попису становништва из 2011. у насељу је живело 1.009 становника.

## Становништво
Према попису из 2011. године, Крушевац има следећи етнички састав становништва:
| Националност | 2011.          |
| Албанци      | 1.007 (99,80%) |
| Бошњаци      | 2 (0,20%)      |
| Укупно       | 1.009          |

| Демографија | Демографија | Демографија |
| Година      | Становника  | Становника  |
| ----------- | ----------- | ----------- |
| 1948.       | 752         |             |
| 1953.       | 805         |             |
| 1961.       | 938         |             |
| 1971.       | 1.127       |             |
| 1981.       | 1.408       |             |
| 1991.       | 1.511       |             |
| 2011.       | 1.009       |             |